# Stazione di Batuje
La stazione di Batuje (in italiano tra le due guerre Stazione di Battuglia) è una stazione ferroviaria della linea Gorizia-Aidussina; serve l'omonimo centro abitato.

## Storia
La stazione fu attivata nel 1902, all'apertura dell'intera linea.
Dopo la prima guerra mondiale, con l'annessione della zona al Regno d'Italia, la stazione passò alle Ferrovie dello Stato italiane, assumendo il nome di Battuglia.
Dopo la seconda guerra mondiale la stazione passò alla rete jugoslava (JŽ), venendo ribattezzata Batuje, analogamente al centro abitato. Dal 1947 i treni non raggiungono più Gorizia.
Dal 1991 appartiene alla rete slovena (Slovenske železnice).